# Edwin Salisbury
Edwin Salisbury (anglès: Edwin Lyle Salisbury)  (Walnut Grove, 3 de maig de 1910 - Sacramento, 22 de novembre de 1986) va ser un remer estatunidenc que va competir durant la dècada de 1930.
El 1932 va prendre part en els Jocs Olímpics de Los Angeles, on guanyà la medalla d'or en la competició del vuit amb timoner del programa de rem. Estudià a la Universitat de Califòrnia a Berkeley.